# Drosera ordensis
Drosera ordensis este o specie de plante carnivore din genul Drosera, familia Droseraceae, ordinul Caryophyllales, descrisă de Allen Lowrie.
Este endemică în:
- Northern Territory.
- Coral Sea Is. Territory.
- Queensland.
- Ashmore-Cartier Is..
- Western Australia.

Conform Catalogue of Life specia Drosera ordensis nu are subspecii cunoscute.

## Galerie

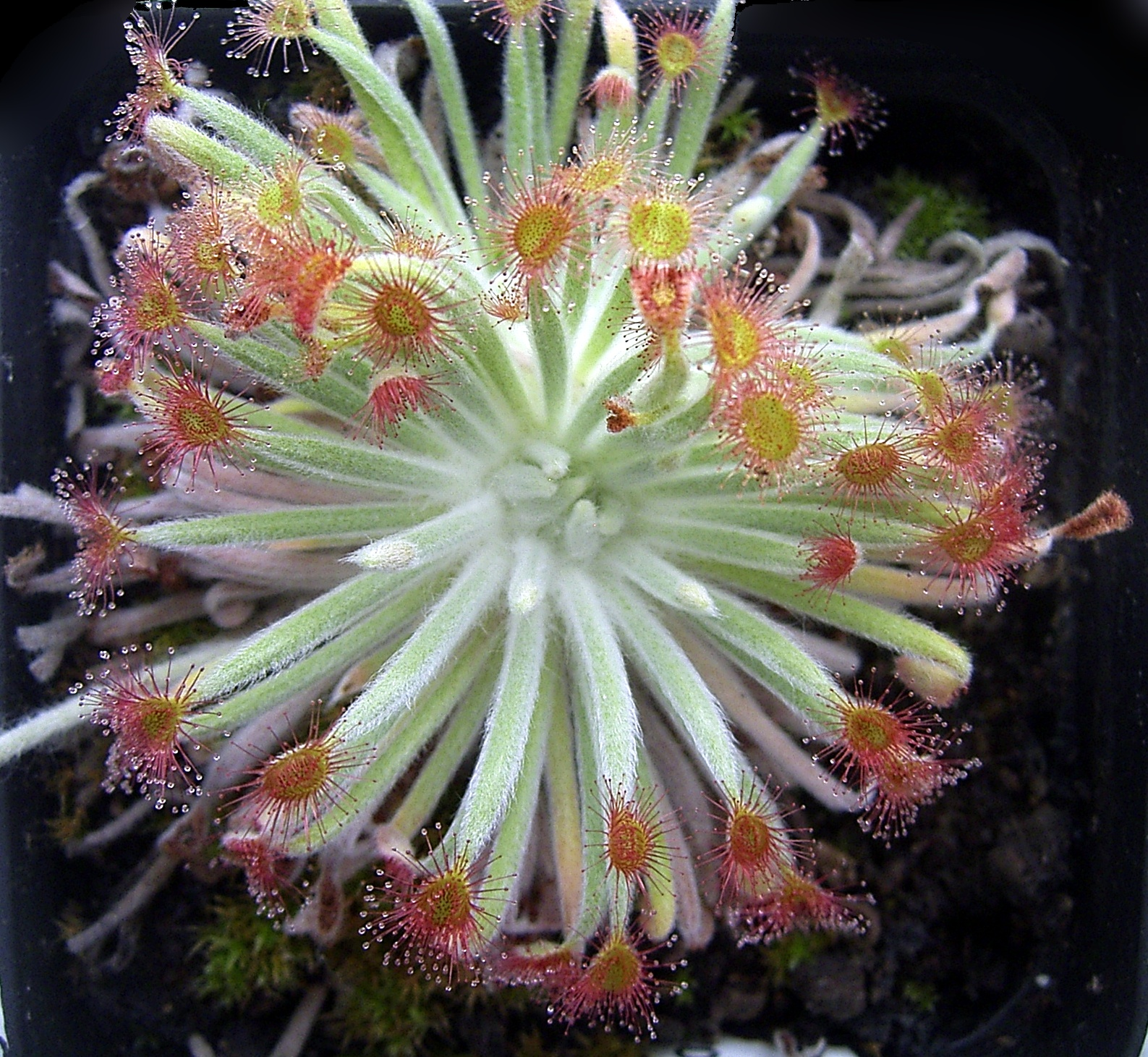
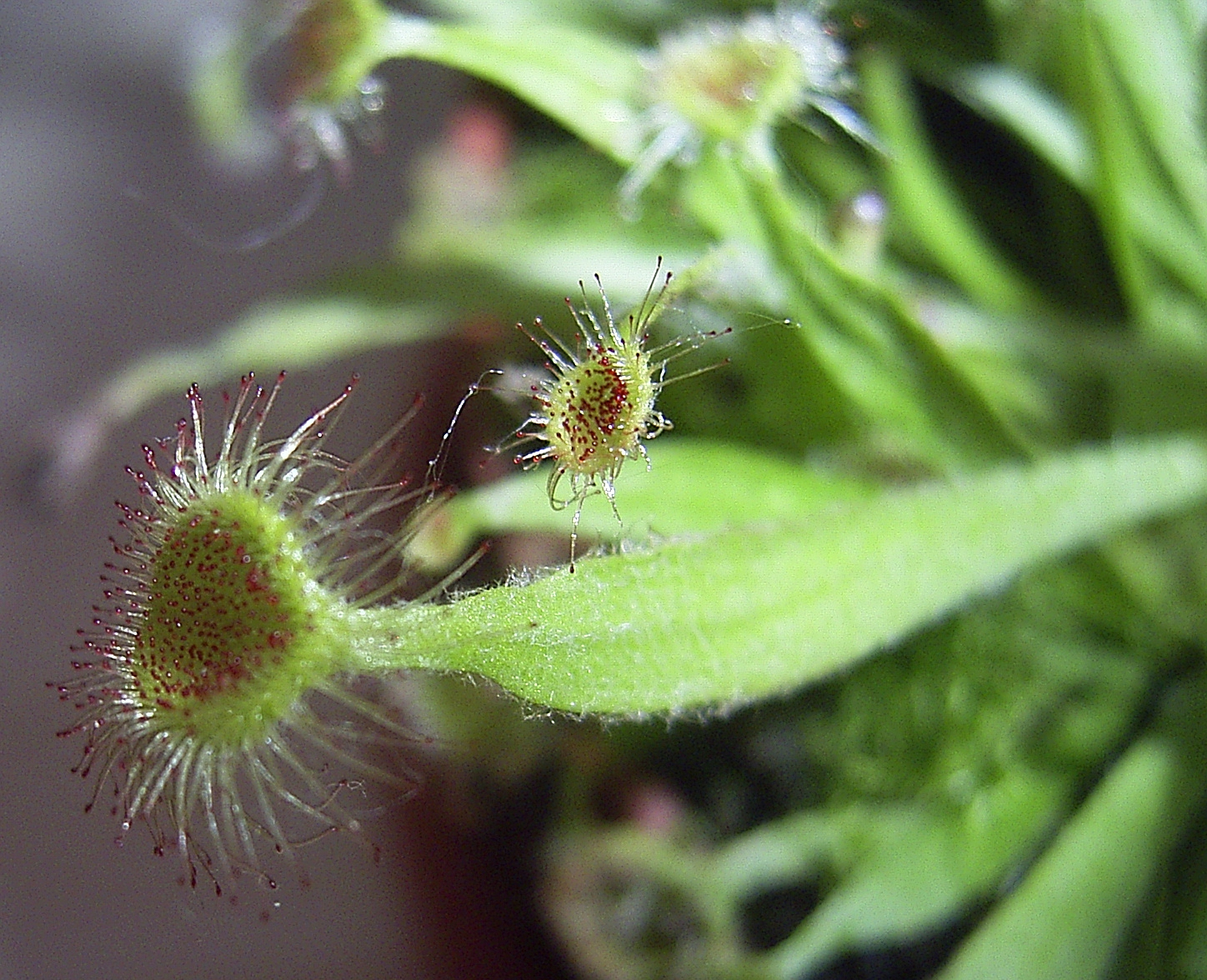
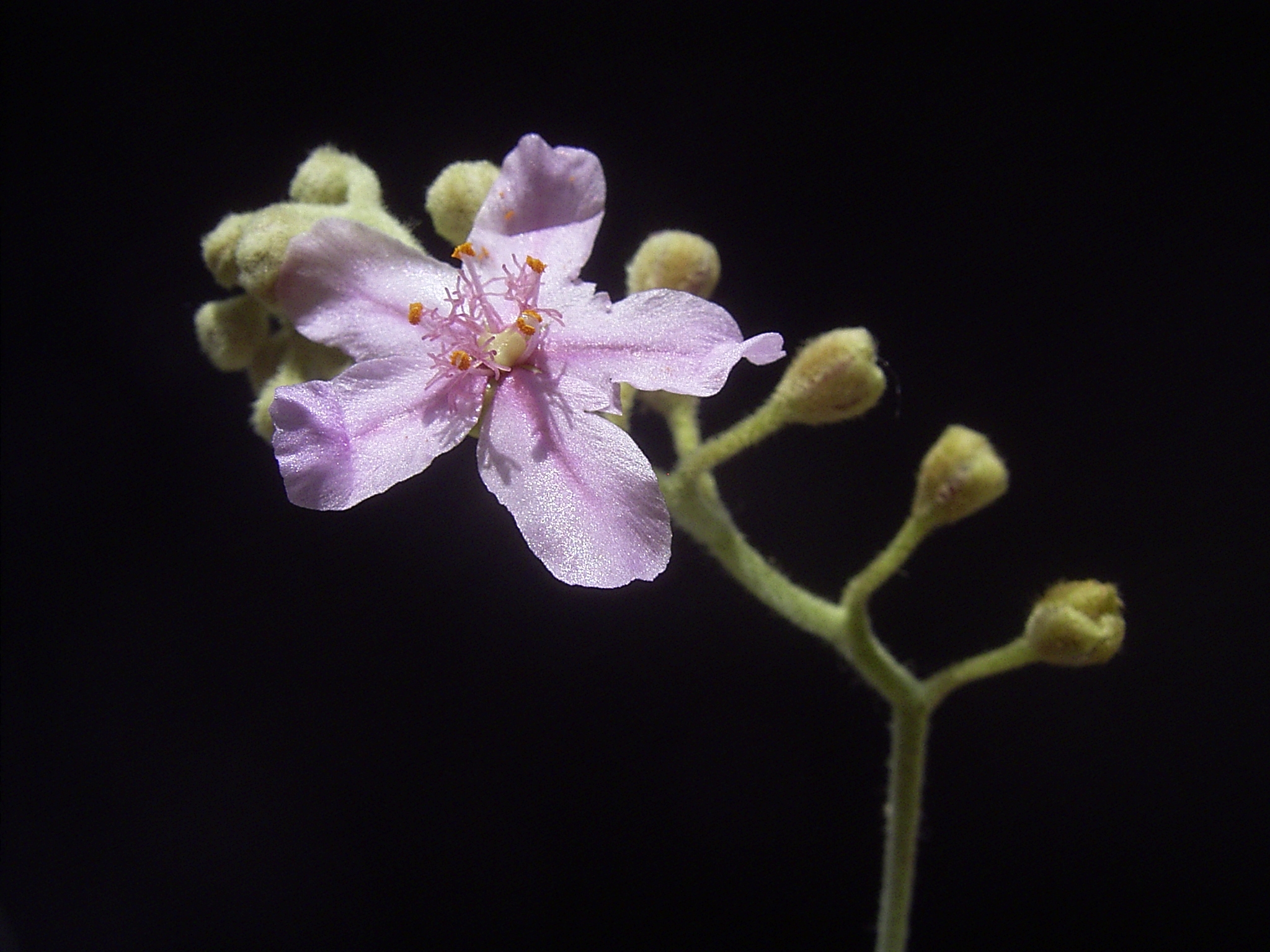
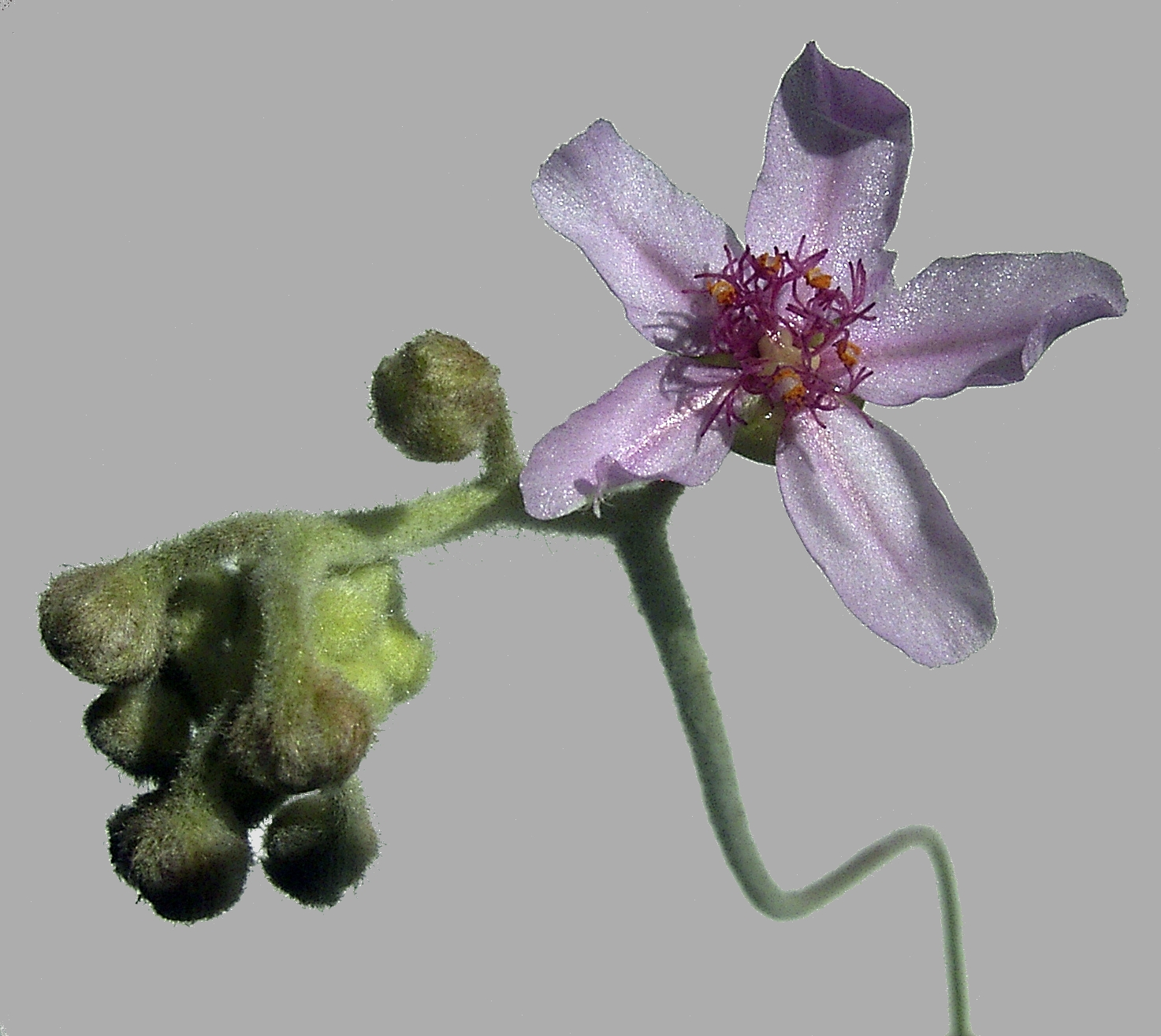
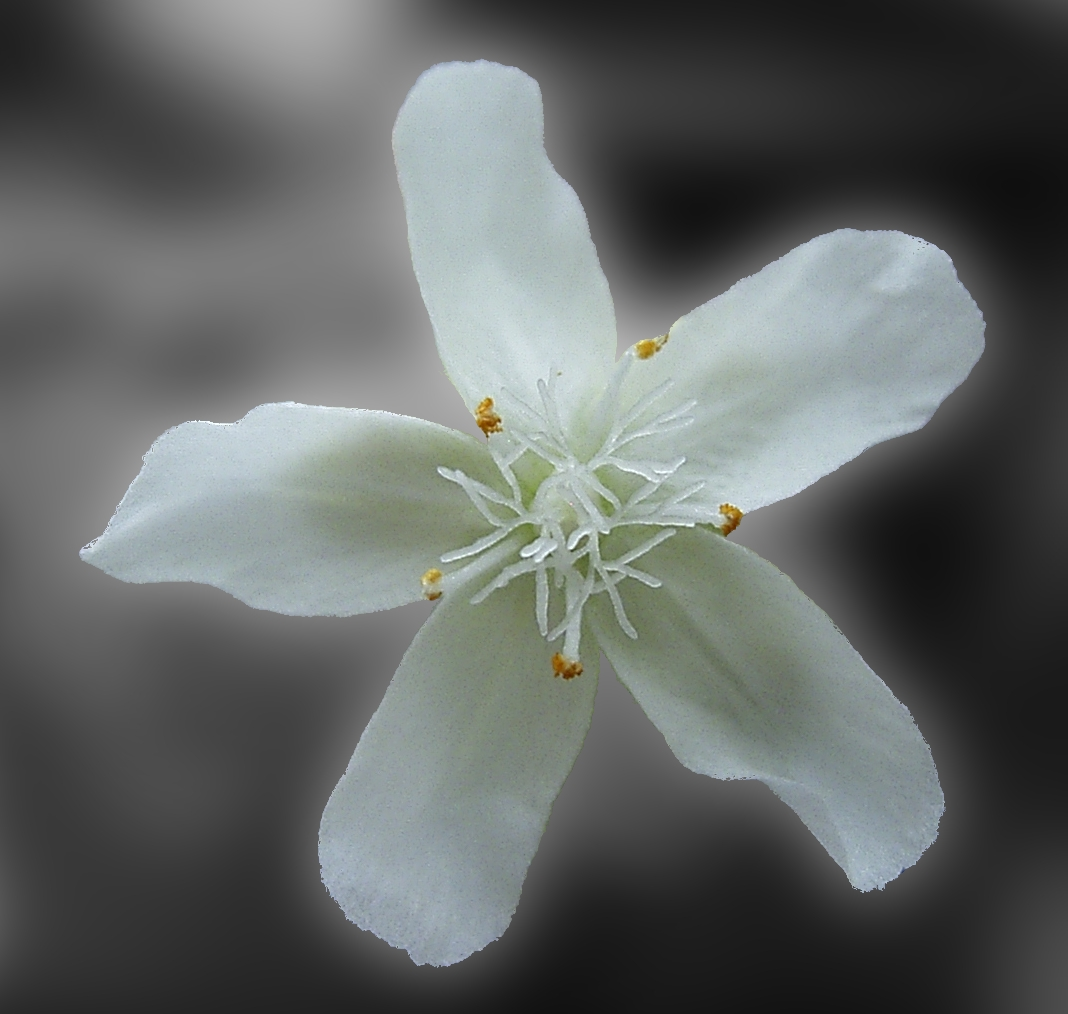